# 儒格美国人步枪
儒格“美国人”步枪（英語：Ruger American Rifle，简称RAR）是美国枪械制造商斯特姆-儒格公司生产的一系列中央底火栓动步枪，属于面向大众消费者的中低价码产品，主要针对民用狩猎／运动市场。
在中央底火系列的基础上，儒格还推出了一系列设计相近的称为儒格“美国人”凸缘型（英語：Ruger American Rimfire，简称RARf）的凸缘底火口径步枪。

## 设计特点
儒格“美国人”步枪的机匣由4140号铬钼钢制成，枪管为经过黑氧蓝化处理的锤锻碳钢材料，枪托为纤维强化塑胶材料制作。一些特殊型号的机匣和枪管则是不锈钢制造。与以往传统步枪通过后座突耳（recoil lug）将后坐力传给枪托的构造不同，“美国人”步枪使用了一种叫做“Power Bedding®”的特殊专利座床设计，用两个V形的铝合金座床块（bedding block）将机匣卡定，同时因为前后两个枪机螺丝是从座块中央穿过，两个座块同时也起到了柱承（pillar）的作用。枪管在机匣被牢牢固定的情况下可以保持自由浮置。
“美国人”步枪通过独家专利的4发容量旋转弹匣向枪机供弹。不锈钢枪栓通过直推式进弹将子弹从弹匣中推出并送入膛室，栓头采用三个锁耳的设计锁固枪机，拴柄旋转角度只有70度，使得射手在拉栓时因为手部活动范围大而意外磕碰瞄准镜的几率大大降低。击发机构使用的是“Marksman Adjustable™”扳机，与著名的萨维奇AccuTrigger扳机设计理念十分相似，拉重很轻只有3—5英磅（1.4—2.3），可以通过一个螺丝进行调整。为防止因意外触碰扳机而走火，在扳机中央开槽有一个凸出的保险片，如果想要击发步枪，必须先主动压下保险片之后才能扣动扳机。因为保险片本身也有少量的阻力，整个扳机使用起来和两道火扳机的感觉有些相似。握把后方的柄背上有一个可以用拇指操作的保险拨钮，能锁定扳机使其无法击发。

### 凸缘型
儒格“美国人”的凸缘底火步枪系列和中央底火系列的设计理念十分相似，也包括了Power Bedding、Marksman扳机和柄背保险等特征，区别在于枪栓设计完全不同。凸缘型的枪栓为不锈钢材料制造，右侧有单个抽壳钩（左侧由固定抽壳钩和击铁的弧片弹簧辅助抽壳），栓柄旋转为70度，结构十分简单，算上击铁弹簧和固定栓套的销钉也只有八个部件，拆卸清理十分方便。凸缘型出厂配备的弹匣是著名的儒格10/22系列半自动步枪所用的BX-1旋转弹匣，同时也兼容所有BX系列风格弹匣，弹匣释放机构和固定机匣的后方座块融为一体，个别部件可以市场上第三方10/22附件互换。

## 系列型号

### 中央底火
- 标准型（Standard）：22英寸（560）运动式碳钢枪管，总长度在42英寸（1,100）（短枪机）和42.5英寸（1,080）（长枪机）之间。
- 紧凑型（Compact）：18英寸（460）运动式碳钢枪管，后托拉距短于标准型，总长度36.75英寸（933）。
- 大壳弹型（Magnum）：为大容量弹壳（麦格农）弹药（现今主要是.300 WM和.338 WM）设计的长枪机型号，24英寸（610）不锈钢枪管，总长度44.5英寸（1,130）。
- 捕食者型（Predator）：18英寸（仅限于.308 Win）或22英寸的中型帕尔玛式碳钢枪管（6.5mm Creedmoor有不锈钢选项）的剿猎/打靶用型号，总长度38英寸（970）或42英寸（1,100）。
- 牧场型（Ranch）：“捕食者”型号的16.12英寸（409 mm）短管卡宾枪型，总长度36英寸（910），有5.56×45mm NATO（6965型）、.300 BLK（6968型）、.450 Bushmaster（16950型和16978型）和7.62 Soviet（16976型）四种弹药选项。2018年初，儒格推出了可以使用STANAG弹匣的26965型（5.56 NATO）和26968型（.300 BLK）。
- 猎手型（Hunter）：2019年新推出的20英寸（510）重管型号，枪口出厂自带制退器，使用马格普“美国猎手”枪托和AICS风格的PMAG® 7.62 AC盒式弹匣，总长度41.25—43.25英寸（1,048—1,099）, 有6.5mm Creedmoor和.308 Win两种口径。

### 凸缘底火
- 标准型（Standard）：18英寸（枪口带螺纹）和22英寸两种长度的运动式碳钢枪管，带有10/22风格的Williams™开放式光纤机械瞄具，总长度37英寸（940）或41英寸（1,000），有.17 HMR、.22 LR和.22 WMR三种口径。后托的后上部可以拆卸并在无腮托（适合机械瞄具）和高腮托（适合光学瞄具）两种配件选项之间切换。机匣上出厂便制有燕尾槽，但顶面也钻有螺孔可以安装导轨或镜环。
  - 橄榄绿型（OD Green）：与18英寸枪管的标准型外形基本一致，官方正式的称呼是8334型（.22 LR）或8335型（.22 WMR）（在官方网站上也是被列在标准型的目录下），但是枪管是剿猎类步枪风格的直锥式枪管，没有安装机械瞄具，但是出厂便配有韦弗式导轨。因为外形与中央底火的“捕食者”型十分相像（枪托都是绿色复合塑料），这款型号也被一些买家称呼为“凸缘式捕食者”。
  - 不锈钢型（Stainless）：2017年底推出的新型号，与橄榄绿型基本一致但枪管和机匣材料是416号不锈钢，枪托为黑色复合塑料，而且口径选项除了.22 LR（8351型）和.22 WMR（8352型）之外还加有.17 HMR（8353型）。
- 紧凑型（Compact）：和18英寸枪管的标准型基本一致，但后托插件的托底部较薄，因此拉长较短只有12.5英寸（320）而不是标准型的13.75英寸（349），总长度也减少至35.75英寸（908），比较适合年幼的射手使用。与标准型一样，后托的插件也可以在无腮托和有腮托两种选项间互换，而且换上标准型的插件后就会变成18英寸枪管的标准型。
- 木托型（Wood Stock）：与22英寸枪管的标准型基本一致，但配有胡桃木枪托，有.17 HMR（8346型，TALO独家销售）、.22 L（8329型和TALO独家销售的8342型）R和.22 WMR（8345型，TALO独家销售）三种口径选项。从2017年10月起，特销商TALO特别为木托型推出了相应的不锈钢版，也分.17 HMR（8365型）、.22 LR（8359型）[4]和.22 WMR（8364型）三种选项。
- 打靶型（Target）：与18英寸枪管的标准型基本一致，但枪管为直柱式碳钢重管，机匣上出厂配有韦弗式导轨，枪托为胶合木材料，后托没有腮托。口径有.17 HMR（8350型）、.22 LR（8348型）和.22 WMR（8349型）三种。2017年底，儒格为.22 LR口径额外推出了一款带有拇指孔握把、前托通风孔和跨垫式腮托的8360型。2019年初，儒格针对之前的四款“打靶”型号都推出了相应的不锈钢版。
- 长距打靶型（Long-Range Target）：简称LRT，使用22英寸直柱式碳钢重管，出厂即配有皮卡汀尼导轨，枪托为黑/棕混色的胶合木材料，但是有可调式托腮和近乎垂直的握把。2019年底推出，目前口径只有22LR（8378型）。